# Xylocopa amethystina
Xylocopa amethystina är en biart som först beskrevs av Fabricius 1793.  Xylocopa amethystina ingår i släktet snickarbin, och familjen långtungebin.

## Underarter
Arten delas in i följande underarter:
- X. a. phanerocephala
- X. a. amethystina